# Blacus applicatus
Blacus applicatus är en stekelart som beskrevs av Papp 1985. Blacus applicatus ingår i släktet Blacus och familjen bracksteklar. Inga underarter finns listade.